# امیلیانو مارتینز
دامیان امیلیانو مارتینز (اسپانیایی: Damián Emiliano Martínez‎؛ زادهٔ ۲ سپتامبر ۱۹۹۲) با نام مستعار دیبو، بازیکن فوتبال اهل آرژانتین است که در پست دروازه‌بان برای باشگاه استون ویلا و تیم ملی فوتبال آرژانتین بازی می‌کند. مارتینز که به عنوان یک متخصص در مهار ضربات پنالتی شناخته می‌شود، اغلب یکی از بهترین دروازه‌بانان جهان به شمار می‌رود.
مارتینز قبل از انتقال به آرسنال در سال ۲۰۱۰ در رده‌های جوانان ایندیپندنته تمرین می‌کرد. او در آرسنال دروازه‌بان ذخیره بود و چندین فصل به باشگاه‌های مختلف انگلیسی قرض داده شد، تا اینکه در ۲۰۱۹ وارد ترکیب اصلی شد و به آنها کمک کرد تا جام حذفی و جام اتحادیه فوتبال انگلیس را به دست آورند.در سپتامبر ۲۰۲۰، مارتینز با انتقالی به ارزش ۲۰ میلیون پوند به تیم لیگ برتری استون ویلا نقل مکان کرد. مارتینز در اولین فصل حضورش (۲۱–۲۰۲۰) در این باشگاه، رکورد باشگاهی با ۱۵ کلین شیت در لیگ برتر را ثبت کرد و از سوی استون ویلا به عنوان بهترین بازیکن فصل این باشگاه معرفی شد.
در سطح ملی مارتینز در رده زیر ۱۷ سال و زیر ۲۰ سال برای تیم ملی کشورش بازی کرده بود اما اولین بار برای تیم ملی آرژانتین در سال ۲۰۲۱ به میدان رفت. او با درخشش در کوپا آمریکا ۲۰۲۱ و کلین شیت در بازی فینال مقابل برزیل به قهرمانی آرژانتین کمک کرد و به عنوان بهترین دروازه‌بان جام دستکش طلایی کوپا را کسب کرد. او در سال ۲۰۲۲ همراه با تیمش به قهرمانی جهان رسید و به عنوان بهترین دروازه‌بان در جام جهانی ۲۰۲۲ دستکش طلا را کسب کرد و جایزه بهترین دروازه‌بان جهان را هم در سال ۲۰۲۲ به دست آورد. او در سال ۲۰۲۳ در مراسم توپ طلا جایزه یاشین را کسب کرد.

## آمار ملی

### بازی‌های ملی
تا تاریخ ۲۲ نوامبر ۲۰۲۳
| آرژانتین | آرژانتین | آرژانتین | آرژانتین |
| سال      | بازی     | کلین شیت | گل خورده |
| -------- | -------- | -------- | -------- |
| ۲۰۲۱     | ۱۴       | ۱۰       | ۴        |
| ۲۰۲۲     | ۱۲       | ۷        | ۹        |
| ۲۰۲۳     | ۱۰       | ۹        | ۲        |
| مجموع    | ۳۶       | ۲۶       | ۱۵       |

## افتخارات

### فردی
دستکش طلا جام جهانی ۲۰۲۲

جایزه یاشین ۲۰۲۳

جایزه یاشین ۲۰۲۴

جایزه د بست ۲۰۲۲

جایزه د بست ۲۰۲۴

### تیم ملی آرژانتین
قهرمان جام جهانی ۲۰۲۲

قهرمان کوپا آمریکا ۲۰۲۴

قهرمان کوپا آمریکا ۲۰۲۱

تیم منتخب ۲۰۲۴

تیم منتخب ۲۰۲۲